# Laakirchen
Laakirchen est une commune autrichienne du district de Gmunden en Haute-Autriche.

## Histoire
- Le Château Oberweis (de) de Laakirchen (Haute-Autriche) a été un des centres Lebensborn.

## Jumelages
- Obertshausen (Allemagne) depuis 1972
- Gemona del Friuli (Italie) depuis 2000